# Sven Teutenberg
Sven Teutenberg (Düsseldorf, 18 de agosto de 1972) es un ex ciclista profesional alemán.

## Biografía
Comenzó su carrera profesional en 1994 en el equipo holandés WordPerfect y posteriormente Novell en 1995, antecesores del Rabobank. Empezó a destacarse como esprínter logrando un tercer lugar en la París-Tours de ese año. 
En 1996 fichó por el US Postal estando en el equipo hasta 1998, año en que coincidió con Lance Armstrong. De allí pasó al Gerolsteiner en 1999 donde estuvo dos temporadas.
Festina en 2001 y  Phonak en 2002 fueron sus siguientes equipos y al año siguiente (2003) recaló en un conflictivo Team Coast (Team Bianchi desde mayo) que al desaparecer a fines de ese año, dejaron a Teutenberg sin equipo para 2004.
Tras dos años como amateur, volvió a mediados del 2006 en el equipo austríaco Vorarlberg (renombrado Team Volksbank en 2007). Culminó su carrera deportiva a mediados de 2009 en el equipo sudafricano MTN Cycling Team
Compitió en un Tour de Francia, el de 2001 culminando en la posición 81.ª. Tomó parte del Giro de Italia una sola vez, en 2002 abandonando en la sexta etapa. Cinco veces estuvo presente en la Vuelta a España, de las cuales en cuatro completó el recorrido y en 1997 obtuvo la posición 111.º como su mejor resultado. Precisamente en la Vuelta a España fue donde consiguió sus mejores resultados de etapa. Logró varios podios como en 2001, logrando un tercer lugar en la etapa León-Gijón detrás de Erik Zabel y Óscar Freire o en 2002, nuevamente tercero en la etapa Jaén-Málaga detrás de Mario Cipollini y Erik Zabel.
Su hermana, Ina Teutenberg, también es ciclista profesional en el equipo femenino Specialized-Lululemon (ex HTC Highroad Women); y su hermano, Lars Teutenberg, también es ciclista aunque amateur logrando varios éxitos como el Récord de la hora en bicicletas especiales.

## Palmarés
1993
- Circuito Franco-Belga, más 1 etapa
- 1 etapa de la Vuelta a Baviera
- International Cycling Classic

1994
- 2 etapas del Tour DuPont

1996
- Rutas de América, más 2 etapas
- 1 etapa del Teleflex Tour
- 1 etapa del Tour DuPont

1997
- Tour de Düren

1998
- 1 etapa de la Vuelta a Renania-Palatinado

2000
- 1 etapa de la Vuelta a Baviera

2001
- 3 etapas de la Vuelta a Chile

2003
- 1 etapa del Tour de Hesse

## Equipos
- Wordperfect (1994)
- Novell Software (1995)
- US Postal Service (1996-1998)
- Gerolsteiner (1999-2000)
- Festina (2001)
- Phonak Hearing System (2002)
- Team Coast/Team Bianchi (2003)
- Team Vorarlberg/Team Volksbank (2006-2007)
  - Team Vorarlberg (2006)
  - Team Volksbank (2007)
- MTN Cycling Team (2009)